# Prácticas sexuales entre mujeres

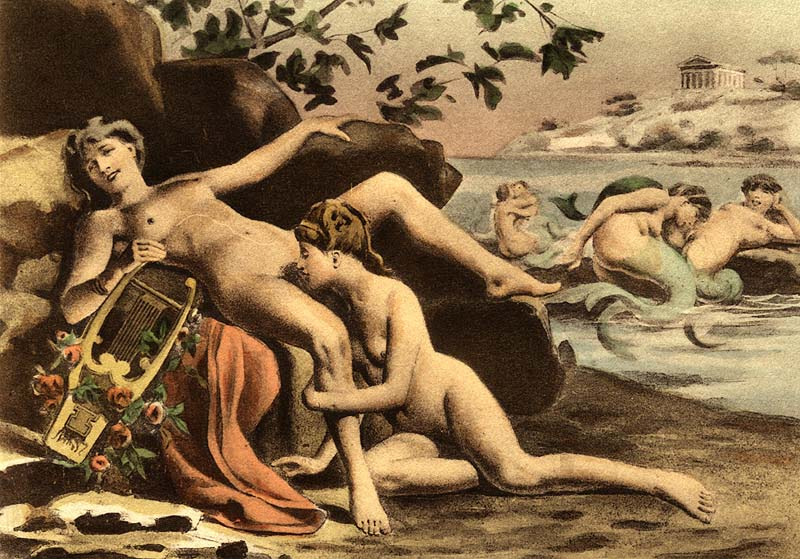
Las prácticas sexuales lésbicas pueden ser muy variadas. En este cuadro de Édouard-Henri Avril se ve un ejemplo de sexo oral entre mujeres.

Las prácticas sexuales entre mujeres son actividades sexuales de las mujeres que tienen sexo con mujeres (MSM), independientemente de su orientación sexual. Una mujer que tiene relaciones sexuales con otra mujer puede identificarse como lesbiana si se siente atraída sexualmente por las mujeres, o como bisexual si no se siente atraída exclusivamente por mujeres, o prescindir por completo de la identificación sexual. El término también puede aplicarse a una mujer heterosexual o asexual que no está segura o está explorando su sexualidad con mujeres.
Las relaciones interpersonales románticas o sexuales a menudo están sujetas al deseo y excitación sexual, lo que luego conduce a la actividad sexual para la liberación sexual. Las prácticas sexuales lésbicas son variadas y, como la mayoría de las conductas interpersonales, cualquier expresión física de la intimidad depende del contexto de la relación, al igual que de otras influencias como las sociales y culturales.

## Conductas

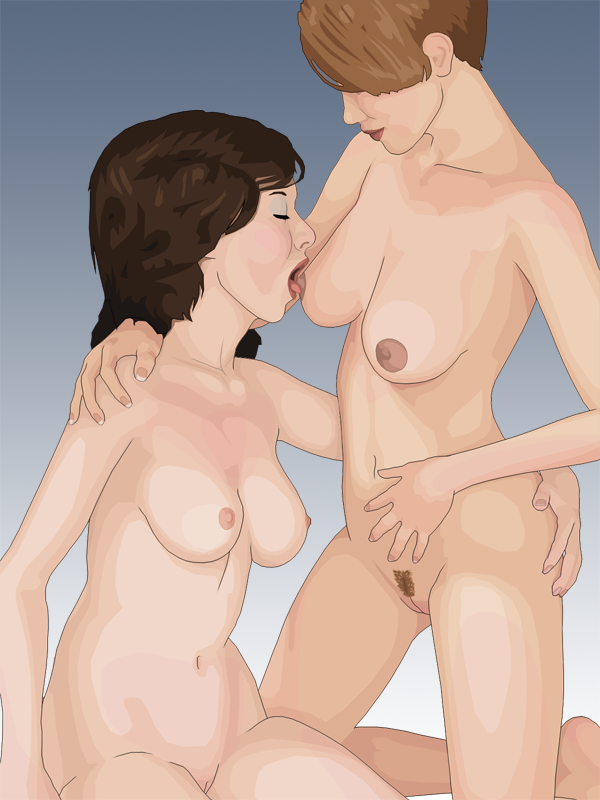
Una mujer estimulando oralmente los pezones de su compañera sexual

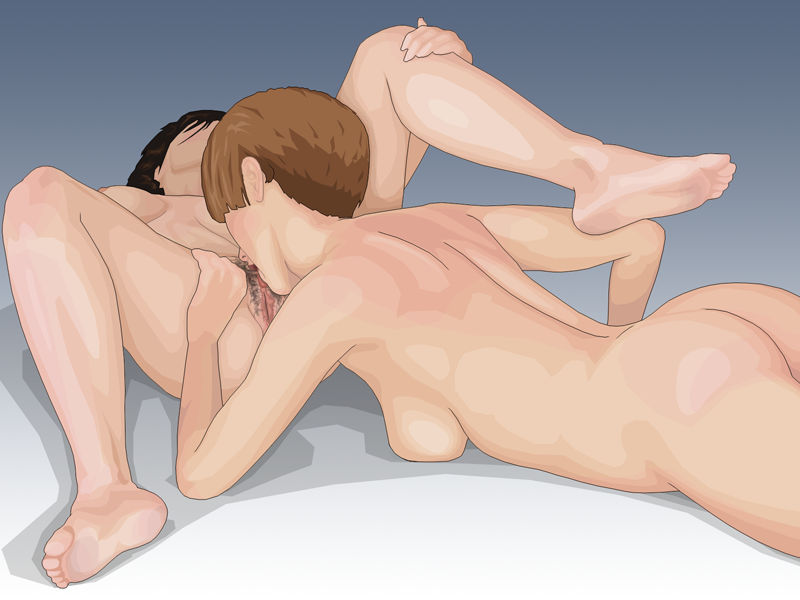
Una mujer realizando cunnilingus a su pareja sexual

Por lo general, las mujeres se involucran en demostraciones de afecto, como besos en la mejilla o abrazos. Un beso en los labios, un beso o un abrazo prolongado u otras formas de tocarse pueden o no considerarse sexuales. Otras formas notables de expresiones íntimas entre mujeres pueden ser el tribadismo, la utilización de juguetes sexuales y varias formas de sexo oral. La educadora sexual y feminista Shere Hite observó que una de sus sujetos experimentales había escrito que "el sexo con una mujer incluye: tocarse, besarse, sonreír, mirarse seriamente, abrazarse, hablar, penetración digital, caricias, cunnilingus, desvestirse, mordiscos suaves a veces, llorar a veces y suspirar a la vez".
Desvestirse delante de la pareja, quitarle la ropa a la pareja o realizar actos de intimidad física, como tocar las zonas erógenas de la pareja con las manos, la lengua o el resto de la boca, pueden considerarse indicadores del deseo de la pareja por actividad sexual y un estímulo o excitación erótica (excitación sexual), que puede generar sensaciones eróticas en ambas compañeras. Permitir tales actos de intimidad física, especialmente la estimulación de los senos y los pezones de la pareja, es un indicativo de interés recíproco en la actividad sexual.
La boca, los labios y la lengua de una mujer pueden ser zonas erógenas sensibles; son comúnmente utilizados por las parejas durante las etapas preliminares y durante toda la actividad sexual, ya sea para besar, chupar, lamer o específicamente para el sexo oral. La estimulación de las mamas de la pareja, incluida la estimulación oral o manual de los pezones, es una forma de juego previo. La estimulación de los senos y los pezones de las mujeres es un aspecto común de la actividad sexual. La estimulación de los pezones de una mujer promueve la producción y liberación de oxitocina y prolactina. Durante la estimulación de los pezones, se liberan grandes cantidades de oxitocina, que normalmente prepararían el pecho para la lactancia. Además de crear sentimientos maternales en una mujer, también disminuye su ansiedad y aumenta el vínculo y la confianza.
Un orgasmo incluye acciones involuntarias, que pueden ser espasmos musculares en múltiples áreas del cuerpo, una sensación general de euforia y, con frecuencia, movimientos corporales y vocalizaciones. El período posterior al orgasmo, conocido como período refractario, es a menudo una experiencia relajante, atribuida a la liberación de las neurohormonas oxitocina y prolactina. Aunque generalmente se informa que las mujeres no experimentan un período refractario y, por lo tanto, pueden experimentar un orgasmo adicional (u orgasmos múltiples) poco después del primero, algunas fuentes afirman que las mujeres son capaces de experimentar un período refractario porque pueden experimentar un momento después del orgasmo en el que una estimulación sexual adicional no produce excitación.

### Sexo oral, estimulación manual y tribadismo

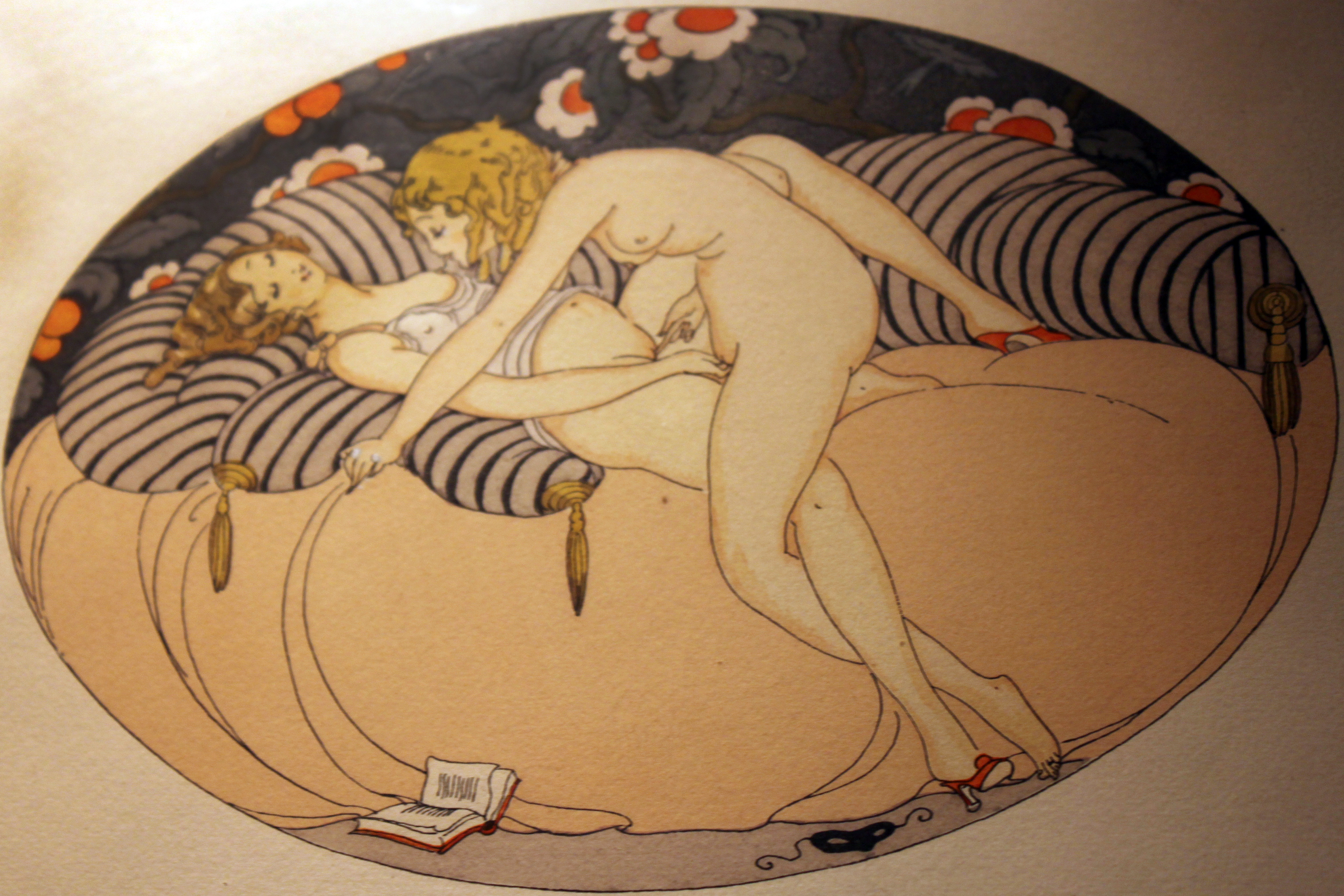
Pintura de Gerda Wegener de 1925 de dos mujeres realizando masturbación mutua en la cama.

La estimulación oral del clítoris u otras partes de la vulva o la vagina se practica comúnmente entre mujeres y, al igual que la estimulación oral de los pezones, puede incluir el uso de los dientes además del uso de los labios o lengua. El sexo oral que implica la estimulación del clítoris de la mujer u otras partes de la vulva o la vagina se llama cunnilingus. La estimulación oral del ano, llamada anilingus, se practica con menos frecuencia.
El dedeo, o fingering, implica el uso de los dedos para masajear el clítoris de una mujer u otras partes de la vulva, la vagina o el ano. La estimulación oral o manual de la vulva, y en particular del clítoris, es la forma más común en la que una mujer alcanza y logra un orgasmo. El dedeo puede ser auto-dedeo, unilateral, mutuo, con penetración o sin penetración. Masajear el interior de la vagina puede estimular un área muy sensible, a veces denominada área del punto G. Para algunas mujeres, estimular el área del punto G crea un orgasmo más intenso que la estimulación directa del clítoris. Para una penetración vaginal, anal u oral más profunda, se puede usar un consolador, un consolador con arnés u otros juguetes sexuales.
El tribadismo es un acto sexual sin penetración que es común entre mujeres, y que consiste en frotar la vulva de la una con la vulva de la otra. A menudo se le conoce como "hacer la tijera". Esto se puede lograr en varias posiciones sexuales, incluidas la del misionero, la amazona, estilo perrito, tijera u otra posición. Puede ir acompañado de dedeo o penetración con un consolador.

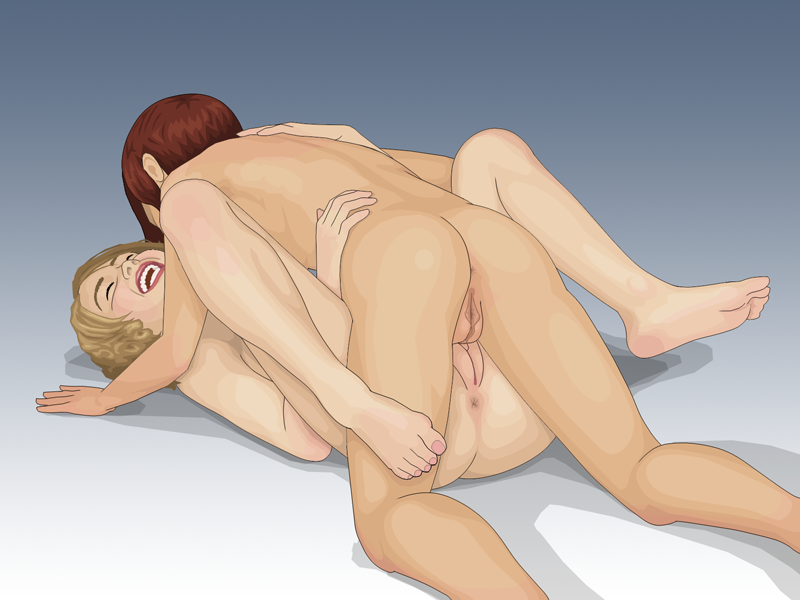
Mujeres practicando tribadismo en la posición del misionero.

### Dominio, sumisión y BDSM
En ocasiones, por variedad, o de forma más regular o rutinaria, una mujer puede asumir un papel pasivo durante la actividad sexual y dejar que su compañera proporcione su satisfacción sexual, lo que también puede ser un aspecto de dominación y sumisión. Por ejemplo, una persona en la posición de perrito puede ser pasiva y abierta a una variedad de actos sexuales, generalmente a elección de la compañera activa, como el dedeo por detrás, masaje o estimulación de zonas erógenas (incluidos los genitales, los pezones, o nalgas) y recibir una palmada juguetona en las nalgas. La pareja activa también puede introducir un juguete sexual, como un consolador o un vibrador, en la vagina o el ano.
Para asegurar la pasividad y mejorar el sentimiento o la sumisión real, una pareja también puede participar en la bondage o en otras actividades BDSM. Durante el bondage, la compañera restringida generalmente está abierta a una variedad de actos sexuales y no puede interferir en la actividad sexual subsiguiente. Ella depende para su satisfacción sexual de las acciones de su compañera, quien puede elegir el tipo y el ritmo de la actividad sexual y puede introducir juguetes sexuales.

## Investigaciones y perspectivas

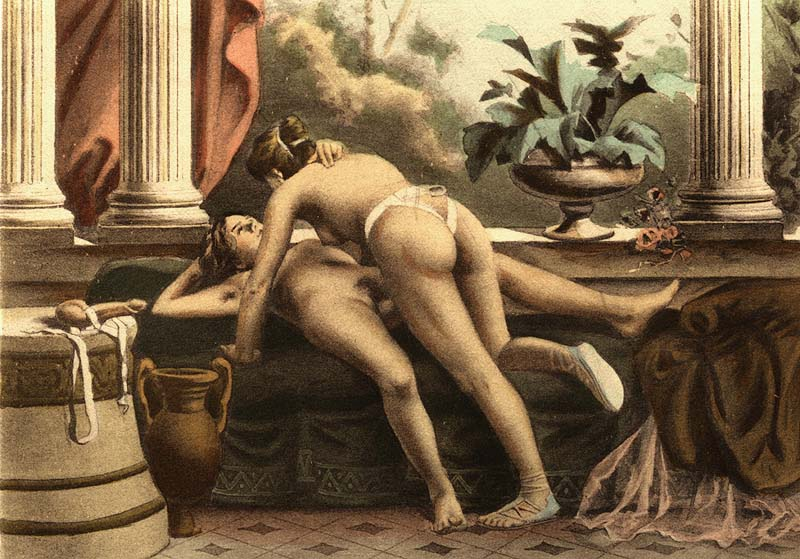
Cuadro de finales del de Édouard-Henri Avril que muestra el uso de un consolador con correa

En 1953, Alfred Kinsey documentó en el informe Conducta Sexual en la Hembra Humana que, durante los últimos cinco años de actividad sexual, el 78% de las mujeres tuvieron orgasmos en el 60% al 100% de los encuentros sexuales con otras mujeres, en comparación con el 55% de los encuentros heterosexuales. Kinsey atribuyó esta diferencia a que las parejas femeninas saben más sobre la sexualidad de las mujeres y cómo optimizar la satisfacción sexual de las mujeres que los hombres. De manera similar, estudios de varios académicos, incluidos Masters y Johnson, concluyeron que las conductas sexuales de las lesbianas tienen más a menudo cualidades asociadas con la satisfacción sexual que sus contrapartes heterosexuales, o que las parejas femeninas tienen más probabilidades de enfatizar los aspectos emocionales de hacer el amor. El estudio de 1979 de Masters y Johnson sobre las prácticas sexuales lésbicas concluyó que los encuentros sexuales lésbicos incluyen más contacto sexual de cuerpo completo, en lugar de contacto centrado en los genitales, menos preocupación o ansiedad por alcanzar el orgasmo, más asertividad sexual y comunicación sobre las necesidades sexuales, encuentros sexuales más duraderos. y una mayor satisfacción con la calidad general de la vida sexual.
Los estudios de Pepper Schwartz y Philip Blumstein (1983) y Diane Holmberg y Karen L. Blair (2009) contradicen la investigación que indica que las mujeres en relaciones del mismo sexo están más satisfechas sexualmente que sus contrapartes heterosexuales. Schwartz concluyó que las parejas de lesbianas en relaciones comprometidas tienen menos sexo que cualquier otro tipo de pareja, y que generalmente experimentan menos intimidad sexual cuanto más dura la relación, aunque este estudio ha sido objeto de debate. El estudio de Holmberg y Blair, por otro lado, publicado en The Journal of Sex Research, encontró que las mujeres en relaciones del mismo sexo disfrutaban de idéntico deseo sexual, comunicación sexual, satisfacción sexual y satisfacción con el orgasmo como sus contrapartes heterosexuales. Investigaciones adicionales de Blair y Pukall (2014) informaron hallazgos similares, como que las mujeres en relaciones del mismo sexo informaron niveles similares de satisfacción sexual general y niveles más bajos de frecuencia sexual. Sin embargo, este estudio reciente también informó que las mujeres en relaciones del mismo sexo pasaban cantidades de tiempo significativamente más largas en encuentros sexuales individuales, a menudo pasando más de dos horas en un encuentro individual. En consecuencia, la menor frecuencia en encuentros sexuales entre lesbianas podría ser compensada con períodos más prolongados.
Con respecto a la facilidad o dificultad de alcanzar el orgasmo, la investigación de Hite (aunque sujeta a limitaciones metodológicas) mostró que la mayoría de las mujeres necesitan estimulación del clítoris (exterior) para el orgasmo, que puede ser "fácil e intenso, dada la estimulación adecuada" y que la necesidad de estimulación del clítoris además de conocer el propio cuerpo es la razón por la que la mayoría de las mujeres alcanzan el orgasmo más fácilmente mediante la masturbación. Replicando los hallazgos de Kinsey, estudios de académicos como Peplau, Fingerhut y Beals (2004) y Diamond (2006) indican que las lesbianas tienen orgasmos con mayor frecuencia y facilidad en las interacciones sexuales que las mujeres heterosexuales.
También se han estudiado las preferencias por prácticas sexuales específicas entre mujeres. Masters y Johnson concluyeron que la penetración vaginal con consoladores es poco común y las lesbianas tienden a practicar más la estimulación genital general que la estimulación directa del clítoris, que también suele ser el caso de las relaciones heterosexuales. En cuanto al sexo oral, la creencia común de que todas las mujeres que tienen sexo con mujeres practican el cunnilingus contrasta con las investigaciones sobre el tema. A algunas mujeres lesbianas o bisexuales no les gusta el sexo oral porque no les gusta la experiencia o por factores psicológicos o sociales, como por ejemplo, encontrarlo sucio. Otras mujeres lesbianas o bisexuales creen que es una necesidad o define en gran medida la actividad sexual lésbica. Es más probable que las parejas de lesbianas consideren la aversión de una mujer por el cunnilingus como un problema que las parejas heterosexuales, y es común que busquen terapia para superar las inhibiciones al respecto.
Algunas lesbianas practican sexo anal. En 1987, se realizó un estudio no científico (Munson) de más de 100 miembros de una organización social lesbiana en Colorado. Cuando se les preguntó qué técnicas utilizaron en sus últimos 10 encuentros sexuales, el 100% informó de besos, succión de senos y estimulación manual del clítoris; más del 90% informó besos franceses, sexo oral y e inserción de dedos en la vagina; y el 80% informó tribadismo. Las lesbianas de 30 años tenían el doble de probabilidades que otros grupos de edad de participar en la estimulación anal (con un dedo o un consolador). Un estudio de 2014 de mujeres lesbianas en pareja en Canadá y EE. UU. encontró que el 7% realizaba estimulación o penetración anal al menos una vez a la semana; alrededor del 10% lo hizo mensualmente y el 70% no lo hizo en absoluto.
En 2003, Julia V Bailey y su equipo de investigación publicaron datos basados en una muestra del Reino Unido de 803 mujeres lesbianas y bisexuales que asistían a dos clínicas de salud sexual para lesbianas en Londres y 415 mujeres que tienen sexo con mujeres (MSM) de una muestra comunitaria; El estudio informó que las prácticas sexuales más comúnmente citadas entre mujeres "eran el sexo oral, la penetración vaginal con los dedos, la masturbación mutua y el tribadismo (frottage con contacto genital a genital o frotamiento de los genitales contra otra parte del cuerpo de la pareja), cada uno de los cuales ocurrió en el 85% de [mujeres que tienen sexo con mujeres] ". Al igual que los estudios anteriores, los datos también mostraron que la penetración vaginal con consoladores o con otros juguetes sexuales entre las mujeres que tienen relaciones sexuales con mujeres es poco común. Una encuesta en línea de 2012 de 3116 mujeres que tienen sexo con mujeres, publicada en The BMJ, encontró que la mayoría de las mujeres informaban antecedentes de frotamiento genital (99,8%), dedeo vaginal (99,2%), tijereteo genital (90,8%), cunnilingus ( 98,8%) y uso de vibrador (74,1%).

## Salud y riesgos
Como otras conductas sexuales, estas actividades pueden llevar asociadas un aumento del riesgo de enfermedades de transmisión sexual y otras enfermedades patógenas. El Centers for Disease Control de Estados Unidos destacó que existe muy poca información disponible sobre el riesgo de contagio de enfermedades de transmisión sexual entre mujeres. Sin embargo, señalaron que patógenos como la tricomoniasis, el VIH, el virus del papiloma humano (VPH), que se ha relacionado en casi todos los casos de cáncer cervical) y la sífilis pueden contagiarse a través del contacto sexual entre mujeres. Cuando la actividad sexual lésbica es de naturaleza no penetrante, el riesgo de intercambio de fluidos corporales es generalmente menor y, por lo tanto, la incidencia de transmisión de infecciones de transmisión sexual también es relativamente baja, especialmente cuando se compara con las actividades sexuales con penetración entre parejas hombre-mujer u hombre-hombre. El uso de juguetes sexuales por más de una persona aumenta el riesgo de transmitir tales infecciones. Aunque el riesgo de transmisión del VIH a partir de la actividad sexual lésbica es significativamente menor que el de la transmisión del VIH a través de la actividad sexual entre hombre-mujer y hombre-hombre, está presente. El VIH se puede transmitir a través de los fluidos corporales, como la sangre (incluida la sangre menstrual), el fluido vaginal y la leche materna, o mediante el sexo oral si la persona tiene cortes o llagas en la boca o una mala higiene bucal.
Aunque los índices de estas patologías se desconocen, un estudio mostró que el 30% de las lesbianas y mujeres bisexuales tenían un historial clínico médico en el que constaban enfermedades de transmisión sexual. Esto no implica que las lesbianas sexualmente activas estén expuestas a mayores riesgos para la salud que la población general. Health Canada señaló que "la prevalencia de todos los tipos del virus del papiloma humano (los que causan cáncer y los que no) en diferentes grupos de mujeres canadienses se sitúa entre el 20%–33%" y una universidad estadounidense encontró que el 60% de las mujeres sexualmente activas fueron infectadas con el VPH en algún momento de los últimos tres años.
La revista médica American Family Physician (AFP) sugiere que las mujeres lesbianas y bisexuales "cubran los juguetes sexuales que penetren en la vagina o el ano de más de una persona con un condón nuevo para cada persona" y que "consideren usar juguetes diferentes para cada persona", usar una barrera de protección (por ejemplo, una sábana de látex, un protector dental, un condón abierto o una envoltura de plástico) durante el sexo oral y "usar guantes de látex o de vinilo y lubricante para cualquier relación sexual manual que pueda causar sangrado". Sin embargo, "no hay pruebas sólidas" de que el uso de un protector dental reduzca los riesgos de transmisión de ITS entre mujeres que tienen relaciones sexuales con mujeres; Los estudios muestran que el uso de un dique dental como barrera de protección rara vez se practica y que, entre las mujeres que tienen sexo con mujeres, esto puede deberse a que las personas tienen "conocimientos limitados sobre las posibilidades de transmisión de ITS o se sienten menos vulnerables a las ITS".